# Girl on Fire
Girl on Fire é o quinto álbum de estúdio da cantora norte-americana Alicia Keys. O seu lançamento ocorreu em 26 de Novembro de 2012 em França, Países Baixos e Portugal através da RCA Records (Sony Music no Brasil), depois da J Records ter fechado por decisão da Sony Music Entertainment. O disco foi concebido depois do casamento de Alicia com o produtor e rapper Swizz Beatz e após o parto do filho de ambos Egypt.
Estreou no topo da tabela Billboard 200, por vender 159 mil exemplares em sua primeira semana nos Estados Unidos, e obteve uma média de aprovação de 70% no agregador Metacritic, que se baseou em dezassete resenhas publicadas por críticos musicais.

## Antecedentes e desenvolvimento
A cantora referiu vários aspectos que diferenciam Girl on Fire do seu antecessor The Element of Freedom (2009). Alicia Keys, numa entrevista com a revista Billboard revelou o seguinte:
| “ | Estou mais a par do meu negócio e realmente... assumi o controlo sobre o que quero ser. Assim, todos os sentidos que eu segui estão agora num espaço totalmente novo. É mais num verdadeiro espaço de quem eu sou e que história é que estou a tentar contar, o que estou a passar, o que o mundo está a passar. E é realmente importante para mim descrever isso e dizer exactamente como eu o vejo. Então, as coisas são apenas novas. O mundo é novo! Tudo parece mais novo para mim | ” |

## Alinhamento de faixas
| N.º | Título                                             | Compositor(es)                                                                       | Produtor(es)                     | Duração |  |
| 1.  | "De Novo Adagio (Intro)"                           | Jimmy Page, Robert Plant                                                             |                                  | 1:19    |  |
| 2.  | "Brand New Me"                                     | Keys, Emeli Sandé                                                                    | Alicia Keys                      | 3:53    |  |
| 3.  | "When It’s All Over"                               | Keys, John Stephens, Stacy Barthe                                                    | Keys, Jamie Smith                | 4:34    |  |
| 4.  | "Listen to Your Heart"                             | Keys, Stephens                                                                       | Keys, Rodney "Darkchild" Jerkins | 3:46    |  |
| 5.  | "New Day"                                          | Keys, Andre Brissett, Kasseem Dean, Amber Streeter, Trevor Lawrence Jr., Andre Young | Swizz Beatz                      | 4:02    |  |
| 6.  | "Girl on Fire [Inferno Version]" (com Nicki Minaj) | Angus Young, Malcolm Young, Brian Johnson, Onika Maraj, Billy Squier                 | Keys, Remi, Bhasker              | 4:30    |  |
| 7.  | "Fire We Make" (com Maxwell)                       | Keys, Warren Felder, Andrew Wansel, Gary Clark Jr.                                   | Oak, Pop Wansel                  | 5:21    |  |
| 8.  | "Tears Always Win"                                 | Keys, Bhasker, Bruno Mars, Phillip Lawrence                                          | Bhasker, The Smeezingtons        | 3:59    |  |
| 9.  | "Not Even the King"                                | Keys, Sandé                                                                          | Keys                             | 3:07    |  |
| 10. | "That's When I Knew"                               | Keys, Antonio Dixon, Kenneth Edmonds                                                 | Babyface                         | 4:05    |  |
| 11. | "Limitedless"                                      | Keys, Felder, Wansel, Streeter, Barthe                                               | Oak, Pop Wansel                  | 3:57    |  |
| 12. | "One Thing"                                        | Keys, James Ho, Frank Ocean                                                          | Malay                            | 4:08    |  |
| 13. | "101"                                              | Keys, Sandé                                                                          | Keys                             | 6:29    |  |

| Faixa bónus da edição japonesa |                                    |                             |                            |         |  |
| N.º                            | Título                             | Compositor(es)              | Produtor(es)               | Duração |  |
| 14.                            | "Girl on Fire" (Main Version)      | Keys, Remi, Bhasker, Squier | Keys, Bhasker, Salaam Remi | 3:44    |  |
| 15.                            | "Girl on Fire" (Bluelight Version) | Keys, Remi, Bhasker         | Keys, Bhasker, Salaam Remi | 4:22    |  |
| Duração total:                 | Duração total:                     | Duração total:              | Duração total:             | 58:43   |  |

Créditos de demonstração
- Girl On Fire e Girl On Fire (Inferno Version) - Contém interpolações de "The Big Beat" escrita e interpretada por Billy Squier.

## Desempenho nas tabelas musicais

### Posições
| País           | Parada (2012)                                         | Melhor posição |
| -------------- | ----------------------------------------------------- | -------------- |
| Alemanha       | Media Control Charts                                  | 6              |
| Argentina      | CAPIF                                                 | 7              |
| Austrália      | Australian Albums Chart Australian Urban Albums Chart | 12 2           |
| Áustria        | Ö3 Austria Top 40                                     | 7              |
| Bélgica        | Ultratop 50 (Flanders) Ultratop 40 (Valônia)          | 11 33          |
| Canadá         | Canadian Albums Chart                                 | 8              |
| Croácia        | IFPI Croatia                                          | 17             |
| Dinamarca      | Tracklisten                                           | 28             |
| Escócia        | Scottish Albums Chart                                 | 23             |
| Espanha        | Spanish Albums Chart                                  | 13             |
| Estados Unidos | Billboard 200 Billboard R&B/Hip-Hop Albums            | 1              |
| Finlândia      | Finnish Albums Chart                                  | 38             |
| França         | French Albums Chart                                   | 8              |
| Grécia         | IFPI Grécia                                           | 24             |
| Irlanda        | Irish Albums Chart                                    | 27             |
| Itália         | Italian Albums Chart                                  | 17             |
| Japão          | Japan Albums Chart                                    | 13             |
| México         | Mexican Albums Chart                                  | 94             |
| Nova Zelândia  | New Zealand Albums Chart                              | 22             |
| Noruega        | Norwegian Albums Chart                                | 13             |
| Países Baixos  | Dutch Albums Chart                                    | 7              |
| Polónia        | Polish Albums Chart                                   | 17             |
| Portugal       | Portuguese Albums Chart                               | 19             |
| Reino Unido    | UK Albums Chart UK R&B Albums Chart                   | 15 2           |
| Rússia         | Russian Albums Chart                                  | 23             |
| Suécia         | Swedish Albums Chart                                  | 39             |
| Suíça          | Swiss Albums Chart                                    | 3              |

## Histórico de lançamento
| País           | Data                   | Formato(s)           | Editora discográfica |
| -------------- | ---------------------- | -------------------- | -------------------- |
| França         | 26 de Novembro de 2012 | CD, descarga digital | RCA                  |
| Países Baixos  | 26 de Novembro de 2012 | CD, descarga digital | RCA                  |
| Portugal       | 26 de Novembro de 2012 | CD, descarga digital | RCA                  |
| Reino Unido    | 26 de Novembro de 2012 | CD, descarga digital | RCA                  |
| Brasil         | 27 de Novembro de 2012 | CD, descarga digital | RCA                  |
| Estados Unidos | 27 de Novembro de 2012 | CD, descarga digital | RCA                  |
| Japão          | 28 de Novembro de 2012 | CD, descarga digital | Sony Music Japan     |

## Certificações
| País           | Provedor | Certificação | Vendas    |
| -------------- | -------- | ------------ | --------- |
| Estados Unidos | RIAA     | Platina      | 1.000,000 |